# Bruno Krajcar
Bruno Krajcar (Pula, 3. kolovoza 1972.), hrvatski akademski glazbenik, skladatelj i kantautor. Već tridesetak godina radi i kao glazbeni urednik, radijski voditelj i novinar Radio Pule, na kojoj je od 2016. godine glavni urednik; zatim kao producent, etnomuzikolog, studijski glazbenik te multiinstrumentalist.

## Životopis
Rođen je u Puli 1972. godine; u glazbenoj školi Ivana Matetića Ronjgova Pula završio je osnovno i srednje glazbeno obrazovanje – instrumentalni i teorijski odjel, a na istoj će ustanovi kasnije djelovati i kao profesor klavira (1995. – 1998.).
Visokoškolski studij nastavlja na Akademiji za glasbo u Ljubljani, gdje je 1995. godine diplomirao orgulje. Nije, međutim, ostao samo u okvirima klasične glazbe, a svoj glazbeni izričaj danas najviše temelji na blues, gospel i jazz uzorima u koje ugrađuje tradiciju Istre, bilo u vidu izvornog teksta, tradicionalnih instrumenata ili istarske ljestvice.
Svira više instrumenata, a komponira od svoje desete godine. Prvu je skladbu posvećenu majci zapisao i javno izveo 1982. godine. U ranoj mladosti surađuje s brojnim glazbenim sastavima i pjevačima kao skladatelj, aranžer, tekstopisac ili instrumentalist. Sa 16 godina započeo je nastupati kao barski pijanist kada i potpisuje prvi profesionalni izvođački ugovor. Autor je oko 500 skladbi (popularne, sakralne, šansone, pjesme za djecu, kazalište, zborove, klape...), a sklada i surađuje s mnogim eminentnim glazbenicima te nastupa na brojnim festivalima i koncertima u zemlji i inozemstvu (Europa i SAD). Između ostaloga, piše i glazbu za predstave INK-a kao što su "Tonček i Točkica", "Furbaćona", "Operacija Pašareta" i za Teatar Naranča "Vlak u snijegu", "Čudnovate zgode Šegrta Hlapića"... Također sklada i za dokumentarne filmove "Matija Vlačić Iliricus", "Tragovi jedne vizije - mons. Božo Milanović" itd.
Osobito je vrijedno njegovo djelovanje kojim širi svijest o istarskoj tradiciji i održava živim folklor toga podneblja. Tako primjerice djeluje kao idejni začetnik i umjetnički ravnatelj raznih kulturnih smotri i događaja diljem Istre i šire, a osim toga je i dugogodišnji član žirija i odbora Smotre narodne glazbe i plesa Istre. 
Idejni je začetnik manifestacija kao što su "Maša po starinski" (Sv. Petar u Šumi), "Zarozgajmo na Ćićariji" (Lanišće), "Rakljansko kulturno ljeto – koncerti kod Sv. Agnjije" - dva klavira s Oliverom (Rakalj), "Fešta prez štrumijenti" (Lindar), "Istarske romantične večeri" (Kršan) itd. Bio je dugogodišnji član žirija i odbora Smotre narodne glazbe i plesa Istre. Od 2008. do 2016. bio je predsjednik HGU-a Istarske županije, te dopredsjednik HGU-a od 2009. do 2014. Bruno Krajcar njeguje jedinstveni glazbeni izričaj u kojem spaja naizgled nespojivo, univerzalni glazbeni jezik razumljiv cijelom svijetu s tradicijskim glazbenim elementima Istre i Kvarnera, svojevrsnim glazbenim unikatom.
Među brojnim nagradama spomenut ćemo strukovnu nagradu "Status" (HGU) za najinstrumentalista u 2004. godini, godišnju nagradu Hrvatskog društva skladatelja Milivoj Koerbler za 2007. godinu, nagradu Porin 2008., 2016. i 2020. za najbolje etno albume i albume folklorne glazbe, nagradu "Istriana" za najglazbenika Istarske županije za 2009. godinu itd.
Na terenu istražuje, producira i snima stare narodne napjeve, te je urednik i producent više glazbenih izdanja, među kojima se ističu "Maša po domaće - starohrvatska misa iz Punta na otoku Krku", te Porinom ovjenčan album "Na verh gore - bugarenje iz Ćićarije".
Stalni je crkveni orguljaš pulskog samostana sv. Franje, a okuplja i svoj prateći glazbeni sastav s kojim već dugi niz godina aktivno koncertno djeluje i s kojima je predstavljao hrvatsku na 25. International folk festivalu Europske radijske unije (EBU). Aktivan je i na brojnim humanitarnim koncertima i akcijama. Kao skladatelj vokalne glazbe sudjeluje i na smotrama zborova u Poreču (Naš kanat je lip), u Rijeci (Matetićevi  dani),  a  nagrađivan je  i  na  tradicionalnom  najstarijem  istarskom  festivalu  klapa  u  Buzetu. Autorski surađuje s brojnim eminentnim domaćim i inozemnim glazbenicima kao što su Oliver Dragojević, Lidija Percan, Bobby Solo, Josipa Lisac, Radojka Šverko, Tereza Kesovija, Vlatko Stefanovski, Ana i Viktor Vidović, Edim Karamazov, Stjepan Hauser, Tamara Obrovac, Elvis Stanić, Tedi Spalato, Meri Cetinić, Tomislav Bralić i klapa Intrade, Davor Radolfi, Vanna, Alen Vitasović, Jacques Houdek, Marko Kutlić, Marko Tolja, Putokazi, Tina Vukov itd. 
Daniel  Načinović  za  Krajcara  je  izjavio  kako  „sklada  unoseći  eksperimentalne  oblike  suvremene kompozicije nastojeći domaćem izvornom koloritu pridodati suvremene svjetske glazbene trendove. Svoj je prepoznatljiv stil izgradio nadovezujući se na bogatu istarsku glazbenu baštinu od Brajše, Ronjgova, Zlatića, Prašelja, Milottija i dr.“. Zanimljive su i riječi Pere Gotovca kojima se obraća Krajcaru u jednom e-pismu nakon preslušavanja njegovog  albuma  Istraditional  u  kojem  opisuje  njegovu  specifičnost:  „Tvoja  zamisao  da  fragmentom, zapravo citatom svake pojedina narodne pjesme iz istarskog okruženja, koji se kao 'sirovi' slušni materijal eksponira na početku svakoga 'broja', pa je time i vrijedan dokument, zapravo je inicijalni impuls. Kao svojevrsni cantus firmus služi kao (…) element iznenađenja.“, dok za antologijski album "Mate Balota" Nedjeljko Fabrio izjavljuje: "Kao kakvo duboko uzbuđujuće i iznenadno, neočekivano čudo dogodio se za nas susret dvojice samoniklih stvaratelja, jednoga pjesnika i jednoga skladatelja, dogodio na uobičajeno malenom fizičkom prostoru jednoga multimedijalnoga CD-a, no koji se prostor svojim snimljenim materijalom, udvojenim umjetničkim govorom, širi do prostora veličine duha. [...] Pjesništvo Mate Balote,  [...] podlogom je kongenijalnom istarskom baštinskom muzičkom rješenju Brune Krajcara. [...]"
Za album "Made in Istria" Alfi Kabiljo o Brunu kaže sljedeće: "Kad sam Brunu upoznao negdje u srcu Istre i slušao njegove originalne pjesme, odmah sam znao da je to veliki talent koji ima potencijal da napravi karijeru u estradi, a i šire. Zvao sam neke značajne kolege i podsjetio da Istra ima novu buduću zvijezdu koja zrači originalnošću i osobnošću. Imao sam pravo; on je danas vrhunski skladatelj, kantautor, pjevač, tekstopisac, aranžer, pianista, organizator…Njegova originalnost u kombinaciji istarskog melosa i jazza uspostavlja ga kao vanserijskog majstora popularne glazbe."
Živi u Puli i otac je petero djece.

## Nosači zvuka
Samostalno kao kantautor do sada objavljuje osam nosača zvuka:
1. "Živimo ljubav" - 1992.
2. "Šperanca" - 1996.
3. "Istra" - 2004.
4. "Blagoslov" - 2006.
5. "Mate Balota" - 2008.
6. "Istrael" - 2011.
7. "Oči srca" - 2012.
8. "Live in Pula - Retrospektiva 1982. – 2012." - 2012.
9. "Istraditional" - 2015.
10. "Made in Istria" - 2019.
11. "Sve će biti dobro" - 2020.

## Klasična glazba
- Istarski preludij za solo klavir
- Istarska rapsodija za klarinet i klavir
- Daleki dom za solo glas i klavir
- Kako i šćapun za mješoviti zbor
- Ave Maria za sopran i klavir
- Oče naš za mješoviti zbor

## Nagrade
- nagrada Status Hrvatske glazbene unije (2004.)
- nagrada Hrvatskog društva skladatelja Milivoj Koerbler (2007.)
- nagrada Ustanove Ivan Matetić Ronjgov za korištenje istarsko-primorskoga melosa
- nagrada Beseda Novog lista za najbolju folklornu skladbu
- za nagradu Porin je više puta bio nominiran, a dobiva ih 2008. za etno album Mate Balota gdje je uglazbio Balotinu zbirku pjesama Mladi kamen, zatim 2016. za album "Istraditional" - obrade istarskih narodnih pjesama, te 2020. za album "Made in Istria" i album "Na verh gore"
- nagrada Istriana za najglazbenika Istarske županije (2009.) i sl.
- nagrada za najboljeg skladatelja za glazbu u filmu Tragovi jedne vizije, 6. Festival hrvatskog katoličkog filma Trsat[1] (2015.)

## Vanjske poveznice
- Bruno Krajcar  Arhivirana inačica izvorne stranice od 15. rujna 2013. (Wayback Machine), službene internet stranice